# Гявато (община Битоля)
 Тази статия е за битолското село.  За гевгелийското село вижте Гявато (община Богданци).  
Гявато (на македонска литературна норма: Ѓавато) е село в община Битоля, Северна Македония.

## География
Селото е разположено в областта Гяваткол – малка котловина в прохода между планините Бигла от север и Баба от юг. Югозападно над селото е планинският превал Гявато на 1269 m надморска височина. От Битоля селото е отдалечено 20 km. Гявато има девет махали, разхвърляни на около три километра на височина от 830 до 910 m.

## История

### В Османската империя
По време на Османското владичество Гявато е дервентджийско село, чиито жители са натоварени със задължението да охраняват Гяватския проход по пътя Битоля – Ресен. Въпреки това през XVII век селото е едно от хайдушките гнезда в района.
Според преданието старото село е било разположено по на запад, близо до най-високата точка на Гяватския проход. След като бива опожарено жителите му слизат няколко километра на изток и се установяват на сегашното месторазположение.
В османски данъчни регистри на немюсюлманското население от вилаета Манастир от 1611 – 1612 година селото е отбелязано под името Гюват с 60 джизие ханета (домакинства).
Гробищната селска църква „Света Богородица“ е разположена на километър югоизточно от Гявато, на границата със землищата на Кажани и Доленци, за да може да обслужва и малкото християни от тези предимно мюсюлмански села. Църква „Света Богородица“ е изградена и на превала Гявато. На 500 m западно над селото в местността Главище в Бигла е изградена манастирска църква, която също се казва „Света Богородица“.
В „Етнография на вилаетите Адрианопол, Монастир и Салоника“, издадена в Константинопол в 1878 година и отразяваща статистиката на населението от 1873 година, Дявата (Diavata) е посочено като село в Ресенска каза с 220 домакинства и 610 жители българи.
В 1880 година според доклад на лорд Фицджералд селяните българи от Гявато били заплашени от гръцка чета да прогонят българския учител и да го заменят с гръцки.
Руският битолски вицеконсул Лука Няга изпраща това писмо до посланик Новиков в Цариград – в него капитаните Атанасиос Катарахия и Наум Коракас заповядват на жителите на селото да прогонят българския учител или самите те да заминат за България. В противен случай четата нямало да остави нито куче живо в селото.
Иконите в църквата в селото са дело на дебърските майстори Йосиф Мажовски и Яков Мажовски.
Според Васил Кънчов в 90-те години селото има 200 български християнски къщи с около 283 венчила. Според статистиката му („Македония. Етнография и статистика“) в 1900 година селото е населявано от 1500 жители, всички българи.
На Етнографската карта на Битолския вилает на Картографския институт в София от 1901 година Гявато е чисто българско село в Битолската каза на Битолския санджак с 240 къщи.
В началото на XX век цялото село е под върховенството на Българската екзархия. По данни на секретаря на екзархията Димитър Мишев („La Macédoine et sa Population Chrétienne“) в 1905 година в Гявато има 1800 българи екзархисти и функционира българско училище.
По време на Илинденското въстание край Гявато се разиграват тежки сражения между въстаналите българи и османските войски. На 28 юли 1903 година турски войски нахлуват в селото, разграбват го и го опожаряват, като използват и артилерия. Убити и изгорени живи са 24 жители на селото, изнасилени са 43 жени и момичета.
При избухването на Балканската война 6 души от Гявато са доброволци в Македоно-одринското опълчение.

### В Сърбия, Югославия и Северна Македония
След Междусъюзническата война селото остава в Сърбия.
По време на българското управление на Вардарска Македония през Първата световна война Гявато е център на община в Битолска селска околия и има 520 жители.
През 1922 – 1923 година в селото е открита поща, която функционира до 6 април 1941 година.
По време на българското управление във Вардарска Македония в годините на Втората световна война, Стефан Ал. Туджаровски от Битоля е български кмет на Гявото от 15 септември 1941 година до 17 март 1942 година. След това кметове са Кирил П. Кондов от Прилеп (9 май 1942 – 25 ноември 1942), Тодор Ст. Мицканов от Самоводене (25 ноември 1942 – 4 декември 1942) и Петър К. Николов от Охрид (6 януари 1943 – 9 септември 1944).
Емиграцията от Гявато започва още от края на XIX век. В 1948 година селото има 1554 жители. Гаващани се изселват към Битоля, Скопие, Охрид, Австралия, САЩ, Канада и Европа. Християнското население на съседното село Кажани произлиза главно от гяватски фамилии, преселили се там предимно след 1912 година.
От 1952 до 1974 година в селото работи осемгодишно основно училище.
Според преброяването от 2002 година селото има 122 жители северномакедонци.
| Националност     | Всичко |
| северномакедонци | 122    |
| албанци          | 0      |
| турци            | 0      |
| роми             | 0      |
| власи            | 0      |
| сърби            | 0      |
| бошняци          | 0      |
| други            | 0      |

В 2008 година жителите на селото са 112.
Храмовият празник на църквата „Света Богородица“ (28 август по Юлианския календар) се почита от всички гяватчани. Църквата и прилежащото ѝ гробище обслужват също така съседните села Кажани и Доленци.

## Личности
Родени в Гявато
- Андон Йотев Лайманов, български революционер от ВМОРО[18]
- Апостол Василев Четалов (1872 – след 1943), български революционер
- Апостол Гулабов, български революционер, войвода на гяватската чета в Илинденско-Преображенското въстание[19]
- Апостол Наумов Коцев, български революционер от ВМОРО[18]
- Богоя Христов Стойков, български революционер от ВМОРО[20]
- Борис Неврокопски (1888 – 1948), български духовник
- Вангел Илиев Четалов (1878 – след 1943), български революционер
- Вангел Наумов Перчев (1861 – след 1943), български революционер от ВМОРО[21][22]
- Вангел Павлов Дурмишов (1878 – след 1943), български революционер[23]
- Васил Наумов Даскалов (1883 – след 1943), български революционер
- Васил Ставров Додов (1877 - 1943), български революционер от ВМОРО[24]
- Владо Додовски (1938 – 1999), журналист от Република Македония
- Георги Босев Папалев (1883 – след 1943), български революционер от ВМОРО[25]
- Георги Христов Юруков (април 1875 – след 1943), български революционер от ВМОРО[26][27]
- Георги Ставрев Додов, български революционер от ВМОРО[28]
- Димитър Башевски (р. 1943), северномакедонски писател
- Димитър Кондов, български революционер от ВМОРО[18]
- Димитър Кърков, български революционер, деец на ВМОРО
- Димитър Чунков (1863 – след 1943), български революционер, деец на ВМОРО
- Илия Алушевски (1929 – 2004), фолклорист от Северна Македония
- Иван Митрев Начов (1879 – след 1943), български революционер, деец на ВМОРО и Илинденското дружество
- Коте Йованов Лайманов, български революционер от ВМОРО[18]
- Коте Китев Бубев, български революционер, войвода на чета през Илинденско-Преображенското въстание през лятото на 1903 година.[29]
- Наум Бендев (1870 – ?), български революционер
- Наум Ставрев Додов, български революционер от ВМОРО[28]
- Науме Търпев Главинчев, български революционер от ВМОРО[28]
- Никола Китев Бубев, български революционер от ВМОРО[30]
- Петре Димов Марков, български революционер от ВМОРО[31]
- Петре Димов Марков, български революционер от ВМОРО, загинал в 1903 година като четник на Георги Сугарев[32]
- Петър Търпев Гещаков (1858 – след 1943), български революционер, деец на ВМОРО
- Спиро Митрев Пичалов, български революционер от ВМОРО[22]
- Стефан Димитров Мацанов (Стеван Митрев Мацанов, 1873 – след 1946), български революционер от ВМОРО
- Стефан Георгиев, български опълченец, на 29 април 1877 година постъпва в III рота на II опълченска дружина, уволнен е на 4 юли 1878 година,[33] умрял преди 1918 година[34]
- Стоян Николов Гулабов, български революционер от ВМОРО[28]
- Ташко Петров Кондов, български революционер от ВМОРО[18]
- Тодор Костов Коровойков, български революционер от ВМОРО[18]
- Тодор Стефанов Мурджев, български революционер от ВМОРО[31]
- Траян Белев (1903 – 1943), югославски партизанин
- Траян Бендевски (р. 1937), северномакедонски юрист, професор в Скопския университет
- Траян Темелков Додов (1881 - 1943), български революционер от ВМОРО[35][28]
- Трене Стоянов Бунев, български революционер от ВМОРО[30]

Починали в Гявато
- Димитър Грозданов (1867 – 1908), български революционер и духовник
- Юрдан Николов Манов, български военен деец, поручик, загинал през Първата световна война[36]

Други
- Иван Божинов, български революционер, битолски войвода на ВМОРО, през Илинденско-Преображенското въстание с четата си се сражава при Гявато и Сърбци, Битолско.[37]
- Петър Таневски (р. 1960), северномакедонски инженер, конструктор в бившата Фабриката за автобуси „11 октомври“ от Скопие, по потекло от Гявато